# 경기도의 기념물 (제201호 ~ 제300호)
경기도 기념물은 시도기념물 중에서 경기도 내에 있는 문화재를 의미한다.

## 지정 목록

### 제201호 ~ 제300호
| 번호  | 사진 | 명칭                                                | 소재지                                         | 관리자 (단체)            | 지정일                                                             | 참조 |
| 201호 |      | 수원여기산선사유적지 (水原麗妓山先史遺蹟址)         | 경기 수원시 권선구 서둔동 256-1외              | 수원시                   | 2005년 10월 17일 지정                                              |      |
| 202호 |      | 평택무성산성지 (平澤 武城山城址)                    | 경기 평택시 청북읍 옥길리 산17-8번지 외 12필지 | 평택시                   | 2005년 10월 17일 지정                                              |      |
| 203호 |      | 평택자미산성지 (平澤玆美山城址)                     | 경기 평택시 안중읍 용성리 산68번지 외 14필지   | 평택시                   | 2005년 10월 17일 지정                                              |      |
| 204호 |      | 평택비파산성지 (平澤琵杷山城址)                     | 경기 평택시 안중읍 용성리 산6-1번지 외24필지   | 평택시                   | 2005년 10월 17일 지정                                              |      |
| 205호 |      | 평택용성리성지 (平澤龍城里城址)                     | 경기 평택시 안중읍 용성리 455번지 외 28필지    | 평택시                   | 2005년 10월 17일 지정                                              |      |
| 206호 |      | 평택덕목리성지 (平澤德睦里城址)                     | 경기 평택시 현덕면 덕목리 647-1 일원           | 평택시                   | 2005년 10월 17일 지정                                              |      |
| 207호 |      | 풍고김조순묘역 (楓皐金祖淳墓域)                     | 경기 이천시 부발읍 기좌리 56-1                 | 안동김씨영안부원군파종중 | 2005년 10월 17일 지정                                              |      |
| 208호 |      | 연천차탄리고인돌 (漣川車灘里고인돌)                 | 경기 연천군 연천읍 차탄리 228-3,228-5          | 연천군                   | 2005년 10월 10일 지정                                              |      |
| 209호 |      | 연천양원리고인돌 (漣川兩遠里고인돌)                 | 경기 연천군 전곡읍 양원리 408-4                | 연천군                   | 2005년 10월 10일 지정                                              |      |
| 210호 |      | 연천신답리고분 (漣川薪沓里古墳)                     | 경기 연천군 전곡읍 신답리 17-42,17-43          | 연천군                   | 2005년 10월 10일 지정                                              |      |
| 211호 |      | 오산외삼미동고인돌 (烏山外三美洞고인돌)             | 경기 오산시 외삼미동 383                       | 오산시장                 | 2006년 1월 23일 지정                                               |      |
| 212호 |      | 연천학곡리적석총 (漣川鶴谷里績石塚)                 | 경기 연천군 백학면 학곡리 20-1,20-2            | 연천군                   | 2006년 4월 24일 지정                                               |      |
| 213호 |      | 연천심원사지 (漣川深源寺址)                         | 경기 연천군 신서면 내산리 353,354번지          | 대한불교조계종 원심원사  | 2006년 8월 28일 지정                                               |      |
| 214호 |      | 제간공 권규·경안궁주묘역 (齊簡公 權圭·慶安宮主墓域) | 경기 여주시 점동면 덕평리 산9-1외              | 안동권씨제간공종중       | 2007년 9월 7일 지정, 2017년 12월 26일 명칭 변경                    |      |
| 215호 |      | 용인할미산성 (龍仁할미山城)                         | 경기 용인시 처인구 포곡읍 마성리 산40-1외      | 용인시                   | 2007년 9월 7일 지정                                                |      |
| 216호 |      | 의왕모락산성 (義王慕洛山城)                         | 경기 의왕시 내송동 산122번지 외                | 의왕시장                 | 2007년 9월 7일 지정                                                |      |
| 217호 |      | 파주육계토성                                        | 경기 파주시 적성면 주월리 413 번지외           | .                        | 2007년 10월 22일 지정                                              |      |
| 218호 |      | 파주덕진산성                                        | 경기 파주시 군내면 정자리 산13번지외           | .                        | 2007년 10월 22일 지정, 2017년 1월 19일 해제, 사적 제537호로 승격   |      |
| 219호 |      | 둔촌이집묘역 (遁村李集墓域)                         | 경기 성남시 중원구 하대원동 243-11             | 광주이씨대종회           | 2008년 5월 26일 지정                                               |      |
| 220호 |      | 포천 자작리 유적지                                  | 경기 포천시 자작동 251-2번지 일원              | .                        | 2008년 8월 27일 지정                                               |      |
| 221호 |      | 불암산성                                            | 경기 남양주시 불암산로 175(별내동)             | 불암사 및 천보사         | 2010년 12월 6일 지정                                               |      |
| 222호 |      | 가평 잠곡서원지 (潛谷書院址)                        | 경기 가평군 청평면 청평리 140-117              | .                        | 2011년 6월 10일 지정, 2013년 4월 12일 해제, 문화재의 원위치가 아님 |      |
| 223호 |      | 고양북한산산영루지 (高陽北漢山山映樓址)             | 경기 고양시 덕양구 북한동1-1번지 일원(임)      | 산림청                   | 2013년 6월 7일 지정                                                |      |
| 224호 |      | 화성 화량진성 (華城 花梁鎭城)                       | 경기 화성시 송산면 지화리 산 90번지 일원       | 이성원 외                | 2016년 5월 30일 지정                                               |      |
| 225호 |      | 수원 창성사지 (水原 彰聖寺址)                       | 경기 수원시 장안구 상광교동 41                 | 수원시                   | 2017년 5월 29일 지정                                               |      |